# The Expedition
Expedition è il quinto disco del gruppo power metal statunitense Kamelot, registrato nell'aprile 2000 in Grecia e in Germania durante un tour Europeo.

## Tracce
1. Intro / Until Kingdom Come
2. Expedition
3. The Shadow of Uther
4. Millennium
5. A Sailorman's Hymn
6. The Fourth Legacy
7. Call of the Sea
8. Desert Reign / Nights of Arabia
9. We Three Kings
10. One Day
11. We Are Not Separate

## Formazione
- Roy Khan - voce
- Thomas Youngblood - chitarra
- Glenn Barry - basso
- Casey Grillo - batteria